# Pablo Amo
Pablo Amo Aguado (Madrid, España, 15 de enero de 1978) es un exfutbolista y entrenador español que jugaba como defensa. Actualmente dirige al Al-Arabi S. C. de la Qatar Stars League.

## Carrera

### Como jugador
Nacido en Madrid, Amo comenzó a jugar al fútbol profesional en el Sporting de Gijón, con el que jugó tres temporadas en Segunda División.Fichó por el Deportivo de La Coruña en la temporada 2002-03 y pasó muy desapercibido hasta la campaña 2007-08 (cumpliendo dos cesiones), cuando destacó en la defensa de cinco hombres ideada por el técnico Miguel Ángel Lotina.
El 13 de enero de 2008, en su primer partido con el Depor en tres años, Amo marcó y fue expulsado en la derrota por 4-3 como visitante ante el Villarreal,y también logró marcar en la victoria por 2-0 en casa sobre el FC Barcelona tres meses después.Sin embargo, pasó la temporada siguiente al margen, afectado por una dolencia en el tendón de Aquiles.
En agosto de 2009, fichó por el Real Zaragoza con un contrato de dos años.No obstante, su única temporada se vio nuevamente afectada por constantes problemas físicos, pero su equipo mantuvo su estatus en La Liga.
El 21 de julio de 2010, a los 32 años, Amo se trasladó al extranjero por primera vez y firmó con el Panserraikos de Grecia por un año.En el verano de 2011, se unió al Olympiakos Nicosia pero, nuevamente plagado de lesiones, fue liberado en la siguiente ventana de transferencia.

### Como entrenador
Tras retirarse, Amo trabajó como asistente de José Francisco Molina en la Asociación de Futbolistas Españoles; ambos fueron convocados para reunir un equipo de jugadores desempleados en una gira por China y España durante agosto-septiembre de 2012.En el verano de 2014, Amo se mudó a Sídney para trabajar como entrenador en una academia de niños.
En mayo de 2016, se reunió con Molina en mayo de 2016 para ser su asistente técnico en el ATK de la Superliga india.El 14 de noviembre de 2017, se unieron para dirigir al Atlético San Luis en el Ascenso MX donde permanecieron hasta febrero de 2018.
En octubre de 2018, Amo se unió a Molina en la Real Federación Española de Fútbol, tras ser nombrado este último director deportivo.El 19 de diciembre de 2019, asumió al frente de la selección sub-18 de España.En diciembre de 2022, dejó su cargo para acompañar a Luis de la Fuente como seleccionador de España.
En febrero de 2025, abandonó su puesto como asistente técnico en la selección de España para ser el entrenador del Al-Arabi.

## Clubes

### Como jugador
| Club                         | País   | Año       |
| ---------------------------- | ------ | --------- |
| C. D. Colonia Moscardó       | España | 1996-1997 |
| Real Sporting de Gijón "B"   | España | 1997-2000 |
| Real Sporting de Gijón       | España | 2000-2002 |
| R. C. Deportivo de La Coruña | España | 2002-2005 |
| Real Valladolid C. F.        | España | 2005-2006 |
| R. C. Recreativo de Huelva   | España | 2006-2007 |
| R. C. Deportivo de La Coruña | España | 2007-2009 |
| Real Zaragoza                | España | 2009-2010 |
| Panserraikos F. C.           | Grecia | 2010-2011 |
| Olympiakos Nicosia F. C.     | Chipre | 2011-2012 |

### Como entrenador
| Club                       | País   | Año           |
| -------------------------- | ------ | ------------- |
| Selección sub-18 de España | España | 2019-2022     |
| Al-Arabi S. C.             | Catar  | 2025-presente |